# Nora Gubisch
 (juin 2009).
Si vous disposez d'ouvrages ou d'articles de référence ou si vous connaissez des sites web de qualité traitant du thème abordé ici, merci de compléter l'article en donnant les références utiles à sa vérifiabilité et en les liant à la section « Notes et références ».
Nora Gubisch est une mezzo-soprano française, née à Paris le 21 mars 1971.

## Biographie

### Formation
Nora Gubisch débute très jeune ses études musicales à la Maîtrise de Radio France. Elle étudie également le piano au Conservatoire à rayonnement régional de Saint-Maur-des-Fossés, dans la classe de Catherine Collard . Il y obtient la médaille d'or, puis elle est admise au Conservatoire national supérieur de musique de Paris en chant et obtient, à 24 ans, un premier prix dans la classe de Christiane Eda-Pierre. Ensuite elle rencontre Vera Rozsa qui devient son professeur.

### Carrière
À l’opéra, elle incarne les grands rôles de Carmen de Bizet, Judith dans Le Château de Barbe-Bleue de Bartok, Waltraute dans Le Crépuscule des dieux de Wagner et Brangäne dans Tristan et Isolde, Amnéris dans Aida de Giuseppe Verdi, Juditha Triumphans de Vivaldi, Salammbô de Philippe Fénelon, La Belle Hélène d’Offenbach, Salomé d'Antoine Mariotte, et aussi Lucrèce dans Le Viol de Lucrèce de Benjamin Britten, Sesto dans La Clémence de Titus de Mozart, Pénélope du Retour d’Ulysse de Monteverdi, Magdalene dans Les Maîtres Chanteurs de Nuremberg, Marguerite dans La Damnation de Faust de Berlioz, Tancrède dans Tancredi de Rossini, Charlotte dans Werther de Jules Massenet, Thérèse dans Thérèse du même Massenet.
Elle chante sous la direction de Sir Colin Davis, Georges Prêtre, Lorin Maazel, Nikolaus Harnoncourt, Armin Jordan, James Conlon, Jesus Lopez-Cobos, Gary Bertini, Jean-Claude Malgoire, Christoph Eschenbach et collabore avec le New York Philharmonic Orchestra, le Wiener Philharmoniker, la Staatskapelle de Dresde, le Bayerischer Rundfunk, le Berliner Sinfonie-Orchester, le Netherlands Radio Philharmonic Orchestra, le London Symphony Orchestra, l’Orchestre de Paris, l’orchestre philharmonique de Radio France…
Elle chante à l’Opéra de Paris, au San Francisco Opera, aux festivals de Salzbourg, d’Aix-en-Provence, à l'opéra de Berlin, de Montpellier, au Capitole de Toulouse, à l’opéra de Lyon, aux Proms de Londres, à la Scala de Milan, à l’opéra de Rome, au San Carlo de Naples, à l’opéra de Madrid, au Vlaamse opéra, au Semperoper de Dresde, à l’opéra de Zurich, au Théâtre du Châtelet, au Deutscheoper de Berlin, au Théâtre des Champs-Elysées, au Avery Fisher Hall de New-York, au Musikverein de Vienne, au Konzerthaus de Berlin avec des metteurs en scène tels que Francesca Zambello (en), Herbert Wernicke, Robert Carsen, André Engel, Jean-Paul Scarpitta, Peter Mussbach, Calixto Bieito et Andrea Breth, Laurent Pelly…
En juillet 2019 elle interprète de rôle d'Hedwige dans Guillaume Tell de Gioachino Rossini dans le cadre des Chorégies d’Orange, sous la direction musicale de Gianluca Capuano et dans une mise en scène de Jean-Louis Grinda, aux côtés de Nicola Alaimo (Guillaume Tell), Annick Massis (Mathilde), Celso Albelo (Arnold), Jodie Devos (Jemmy) et Nicolas Courjal (Gessler).
Nora Gubisch consacre également une grande partie de sa carrière à l’oratorio, à la musique de chambre, et au récital et forme depuis plusieurs années un duo avec son mari, le pianiste et chef d'orchestre Alain Altinoglu.

## Discographie
- Jules Massenet : Thérèse. Altinoglu, Castronovo, Dupuis…
- Maurice Ravel : Mélodies. Piano : Alain Altinoglu (Naîve)
- Henri Duparc : Mélodies. Piano : Alain Altinoglu (Cascavelle)
- Michael Tippett : A child of our time. Staatskapelle Dresden, Sir Colin Davis
- Pascal Dusapin : Perelà. Orchestre national de Montpellier. Graham-Hall, Perraud, Juipen, direction : Alain Altinoglu (Naïve)
- Jacques Offenbach : Die Rheinnixen. Beczala, Jenis, Orchestre National de Montpellier. direction : Friedemann Layer (Accord Universal)
- Zoltán Kodály : Háry János. Gérard Depardieu, Layer (Accord Universal)
- Humperdinck : Königskinder. Jonas Kaufmann, Roth, Sala, Armin Jordan (Accord Universal)
- Thierry Escaich : Les Nuits hallucinées. Orchestre national de Lyon, Jun Markl (Accord Universal)

## Récompenses
- Orphée d'or de l'Académie du disque lyrique 2011 : meilleure interprète de mélodies
- Orphée d'or de l'Académie du disque lyrique 2013
- 4 FFFF de Télérama pour CD Duparc, CD Ravel
- Gramophone Choice pour CD Ravel
- Diapason d'or pour Thérèse de Massenet

### Source
- Biographie sur le site de Radio France